# ITESCIA
ITESCIA – francuska wyższa szkoła informatyki, sieci informatycznej i systemów informacji. Uczelnia znajduje się w parku Cergy Saint Christophe (w Cergy), 25 kilometrów od Paryża.

## Historia
W 1988 roku na skutek partnerstwa między Izbą Handlu i Przemysłu Versailles-Val-d'Oise/Yvelines i przedsiębiorstwa Siemens powstał instytut ITIN (Institut des techniques informatiques). Natomiast École supérieure de comptabilité et d'informatique par alternance (ESCIA) powstała w 1991 roku. Od 2005 roku te dwie uczelnie tworzyły grupę ITIN-Escia. W wyniku fuzji w 2013 roku powstała szkoła ITESCIA.